# Hải ly châu Mỹ
Hải ly châu Mỹ (danh pháp khoa học: Castor canadensis) là một loài hải ly bản địa tại Canada, phần lớn Hoa Kỳ, và miền bắc México. Chúng được di thực vào tỉnh cực nam của Argentina là Tierra del Fuego và đã thích nghi được với môi trường rừng ôn đới cách đây nhiều năm. Tên tiếng Anh phổ thông của chúng là American beaver hoặc North American beaver, hay chỉ đơn giản là beaver tại Bắc Mỹ.

## Đặc điểm

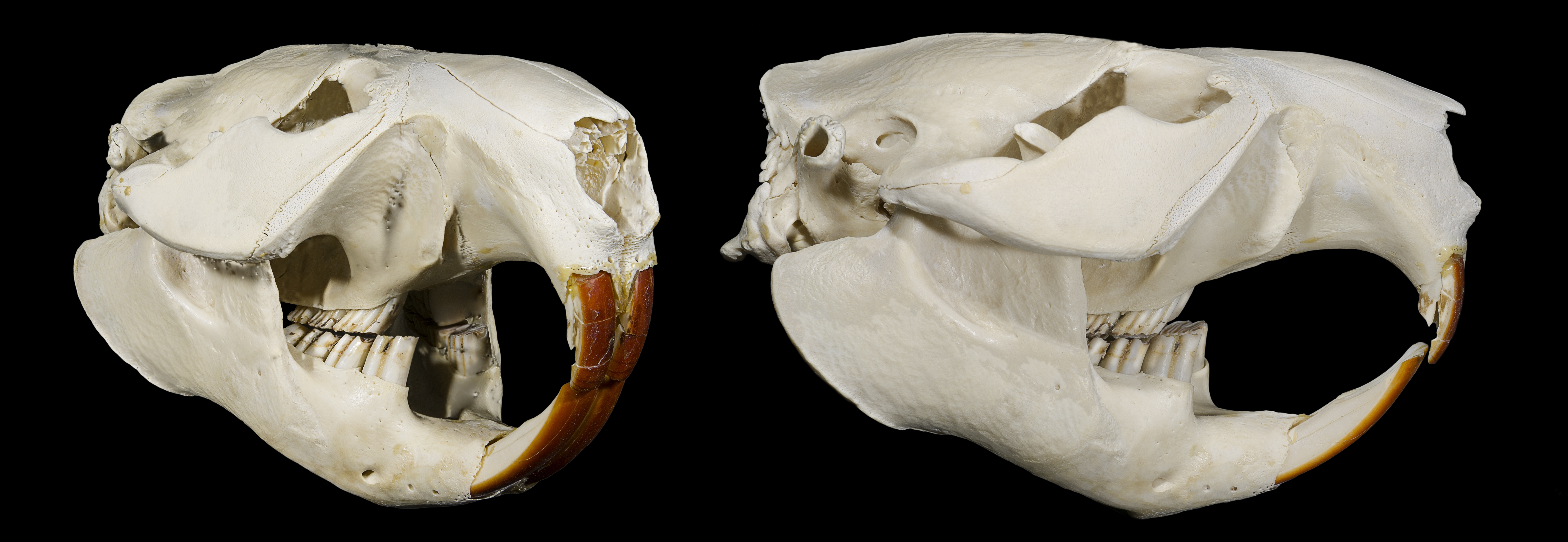
sọ

Lông hải ly có nhiều màu sắc khác nhau nhưng thường có màu nâu sẫm. Lớp da của hải ly có hai loại lông. Phần lông phủ bên ngoài thì thô và dài và lớp lông nệm bên trong mượt mà hơn. Hải ly có đầu tròn, đuôi hình tay chèo dẹp và to, chân sau có màng bơi, chân trước không màng và nhỏ hơn, có móng vuốt. Đây là loài gặm nhấm lớn nhất tại Bắc Mỹ và là loài gặm nhấm lớn thứ hai trên thế giới (sau lợn nước tại Nam Mỹ). Hải ly trưởng thành thường nặng từ 15 đến 35 kg (33-77 lb), dài khoảng 1 mét (3,3 ft). Những hải ly già và lớn cân nặng đến 45 kg (100 lb).
Hải ly hoạt động về đêm. Chúng giỏi bơi lặn và chậm chạp trên đất liền nên có chiều hướng ở dưới nước nhiều nhất có thể. Chúng có thể lặn lâu đến 15 phút. Một tuyến bã gần cơ quan sinh dục của chúng tiết ra một chất dầu gọi là castoreum được dùng để làm cho da và lông mềm, không thấm nước. Một lớp mỡ dưới da giữ cho hải ly khỏi lạnh vì môi trường nước. Mắt của hải ly có thể nhìn rõ dưới nước. Mũi và tai của chúng được bịt trong lúc lặn. Đuôi dẹp, rộng và có phủ vảy sừng có tác dụng báo nguy và cũng dùng để làm nơi dự trữ mỡ.
Hải ly xây ổ bằng cây con, nhánh cây và bùn trong các hồ hay suối. Những ổ này có thể nằm giữa vùng nước bao quanh hay vùng đất sát mép nước gồm có hang được khoét sâu vào bờ sông. Hải ly nổi tiếng với việc xây đập ngang suối và làm ổ trong hồ do chúng tạo ra sau khi xây đập. Lối vào ổ hay hang thường nằm dưới nước. Khi gặp nguy hiểm, một con hải ly sẽ đập đuôi xuống nước để báo nguy cho các thành viên trong gia đình của nó biết.
Đập được xây bằng cây rụng lá theo mùa, đặc biệt là các loài cây bạch dương và liễu. Phần vỏ cây bên trong, nhành cây, cây non và lá là một phần thức ăn quan trọng của hải ly. Cây bị đốn ngã bằng bộ răng hàm chắc khỏe của chúng. Chân trước có móng vuốt dùng để đào xới đất, kéo vật dụng. Một số nhà nghiên cứu chứng minh rằng tiếng nước chảy có ảnh hưởng đến việc khi nào và nơi đâu chúng sẽ xây đập. Ngoài việc tạo nên một chỗ an toàn cho hải ly trú ẩn, những ao hồ của hải ly cũng là nơi cư trú của các loài chim tìm mồi dưới nước và những động vật sống dưới nước khác. Đập hải ly giúp giảm sự xâm thực đất và có thể giúp giảm lụt. Trong mùa hè, hải ly ăn cỏ, rau súng, cỏ nến, và những loại thực vật thủy sinh khác.
Hải ly thường giao phối cả đời. Các hải ly con thường ở chung với cha mẹ chúng đến 2 năm tuổi. Hải ly châu Mỹ khác biệt với họ hàng của nó là hải ly châu Âu ở chỗ chúng có bộ răng chắc khỏe và khả năng sinh sản tốt hơn.

## Phân loài
Có 25 phân loài hải ly châu Mỹ nhưng có nhiều phân loài đã được tái di thực tới các khu vực trước đây là vùng có các phân loài sống biệt lập sau khi số lượng của các số phân loài này sụt giảm hay tuyệt chủng. Điều này dẫn đến tình trạng lai tạp giữa các phân loài, khiến một số phân loài hoàn toàn biến mất.
Các phân loài phổ biến lớn nhất tại Bắc Mỹ là C. c. acadicus, C. c. canadensis (hải ly Canada), C. c. carolinensis (hải ly Carolina), và C. c. missouriensis (hải ly sông Missouri). Hải ly Canada ban đầu có ở tất cả những khu rừng của Canada, và vì da chúng có giá trị nên thường được chọn để di thực tại những nơi khác. Hải ly Carolina có ở đông nam Hoa Kỳ, hải ly sông Missouri, như tên của chúng ám chỉ, được thấy tại lưu vực sông Missouri và các sông nhánh của nó, và C. c. acadicus được thấy khắp khu vực New England thuộc miền đông bắc Hoa Kỳ.

## Các mối đe dọa
Hải ly được xem là những con thú phá hoại tại một số nơi vì đập của chúng có thể gây lụt lội cho các khu vực xung quanh. Chúng thường sửa chữa lại đập bị phá và cách hữu hiệu để phá đập hải ly là di dời chúng. Năm 1999, Lễ hội Hoa anh đào hàng năm của Washington, DC bị một gia đình hải ly sống trong Tidal Basin phá nát. Những chú hải ly này bị bắt và đưa ra khỏi khu vực nhưng sau khi chúng đã làm thiệt hại 14 cây hoa anh đào trong đó có một số cây già nhất và lớn nhất.
Những phương pháp không có hại để kiềm chế lụt lội do hải ly gây ra đã được đưa ra. Một dụng cụ như thế đã được cả chính phủ Hoa Kỳ và chính phủ Canada sử dụng có tên gọi là "Beaver Deceivers" (máy đánh lừa hải ly) do nhà thực vật học hoang dã Skip Lisle sáng tạo.

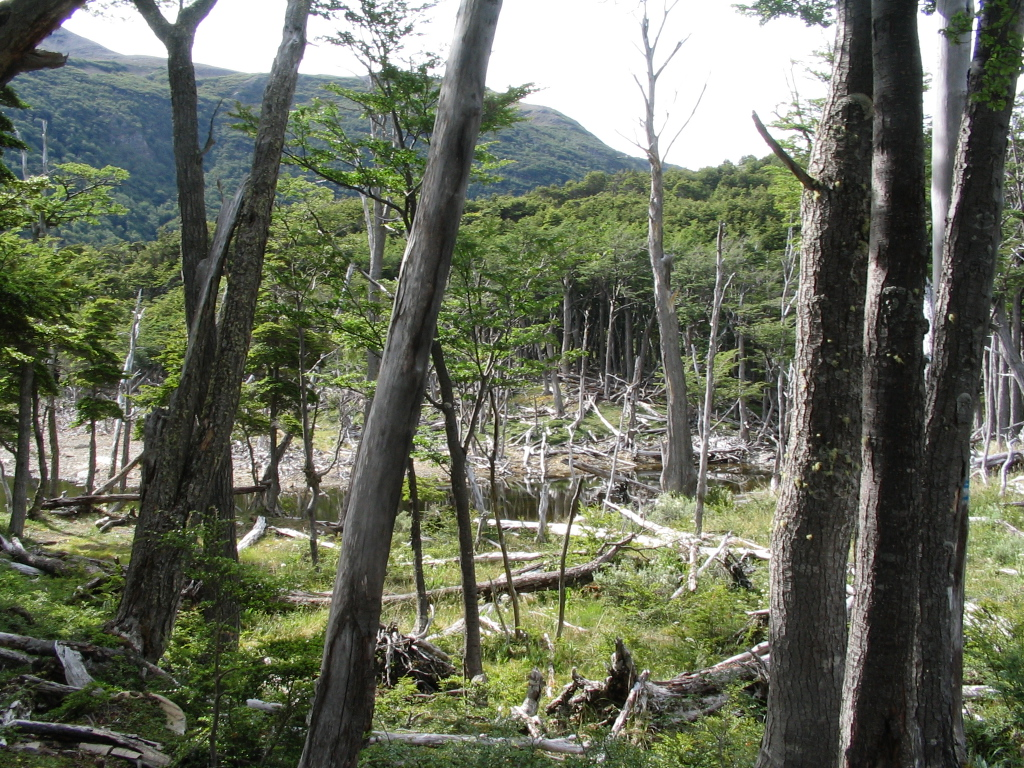
Hải ly làm hư hại bờ bắc Hồ Robalo, đảo Navarino, Chile.

Hải ly thường bị đánh bẫy để lấy da. Trong thế kỷ 19, việc đánh bẫy đã loại loài thú này khỏi những vùng cư trú ban đầu của chúng. Da hải ly được dùng làm quần áo và nón. Phần lớn các cuộc thám hiểm Bắc Mỹ khi xưa là vì mục đích tìm loài thú này để lấy da. Người bản thổ và những người định cư khi xưa cũng ăn thịt loài thú này. Hiện tại số lượng của chúng được ước tính là từ 10 đến 15 triệu con; Có thể có gấp 10 lần con số hải ly bây giờ tại Bắc Mỹ trước khi có việc mua bán lông và da thú.
Những thú ăn thịt trong thiên nhiên đe dọa hải ly gồm có chó sói xám, sói đồng cỏ, và báo sư tử. Những con thú ăn thịt ít đe dọa hơn gồm có gấu, chồn sói, rái cá, mèo rừng Canada, linh miêu hung, và chồn vizon.
Vào thập niên 1940, hải ly được đem đến nuôi tại đảo Tierra Del Fuego thuộc miền nam Argentina để sản xuất da thú thương mại. Tuy nhiên chương trình thất bại và hải ly được thả hoang vào rừng. Không có thú ăn thịt nào đe dọa, chúng nhanh chóng sinh sản tràn lan khắp đảo và đến các đảo khác trong vùng. Số lượng của chúng tăng đến 100.000 con trong chỉ 50 năm (khi thả vào rừng chỉ có vài cặp). Hiện tại chúng bị xem là loài thú lan tràn nghiêm trọng nhất trong vùng vì chúng phá hoại cây rừng vô số kể. Nhiều nỗ lực đang được tiến hành để tiêu diệt chúng.

## Hải ly làm biểu tượng
Một trong những biểu tượng quốc gia của Canada, hải ly được in hình trên đồng 5-xu của Canada và trên con tem bưu điện đầu tiên của Canada, "Three Penny Beaver". Nó cũng là con vật biểu tượng của tiểu bang Oregon và tiểu bang New York, và là một huy hiệu phổ biến của các trường kỹ thuật trong đó có Viện Kỹ thuật California và Viện Kỹ thuật Massachusetts, cũng như linh vật của Đại học Tiểu bang Oregon. Hải ly cũng có mặt trên huy hiệu của Đại học Toronto và Trường Kinh tế London.

## Hình ảnh

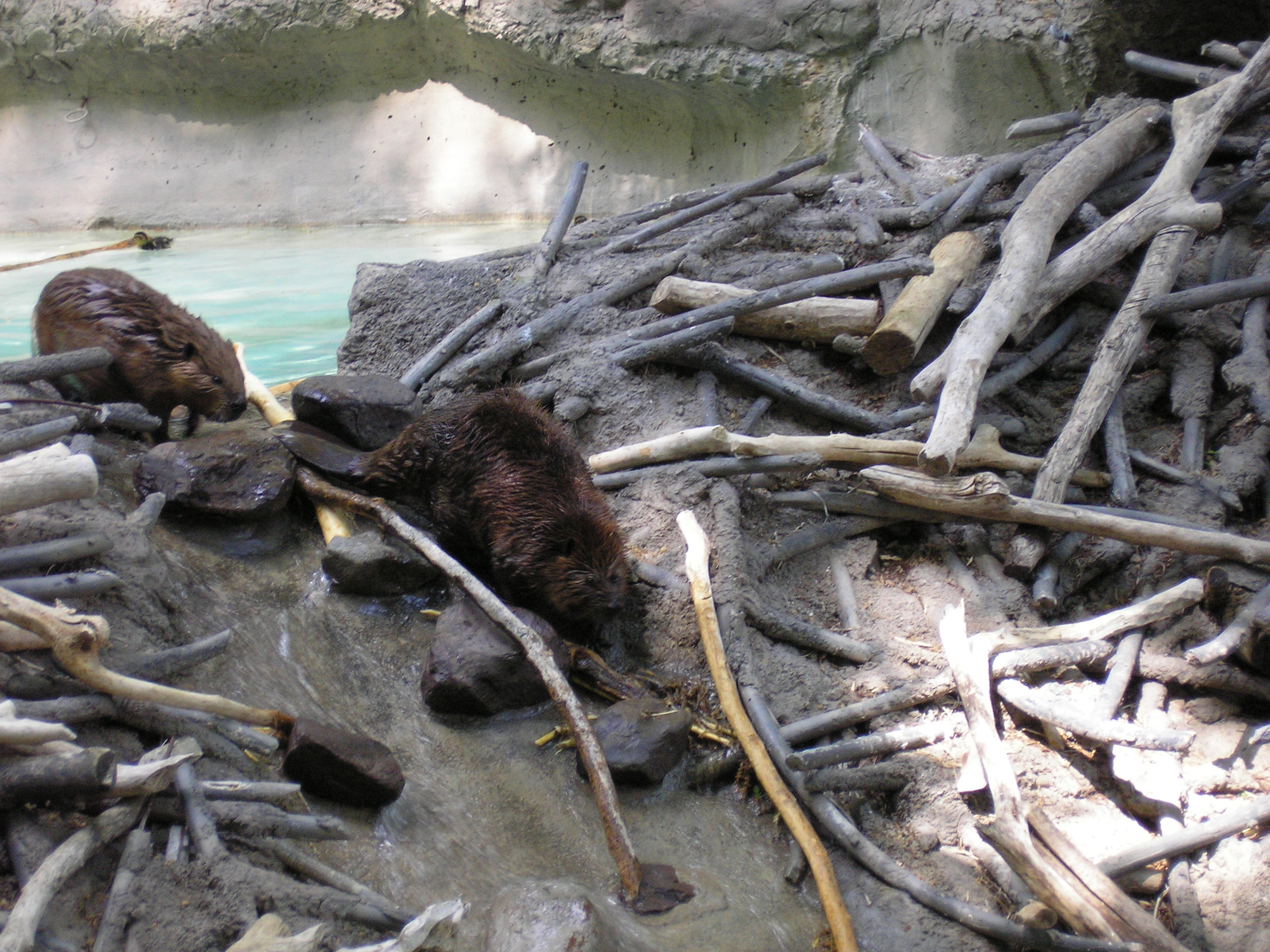
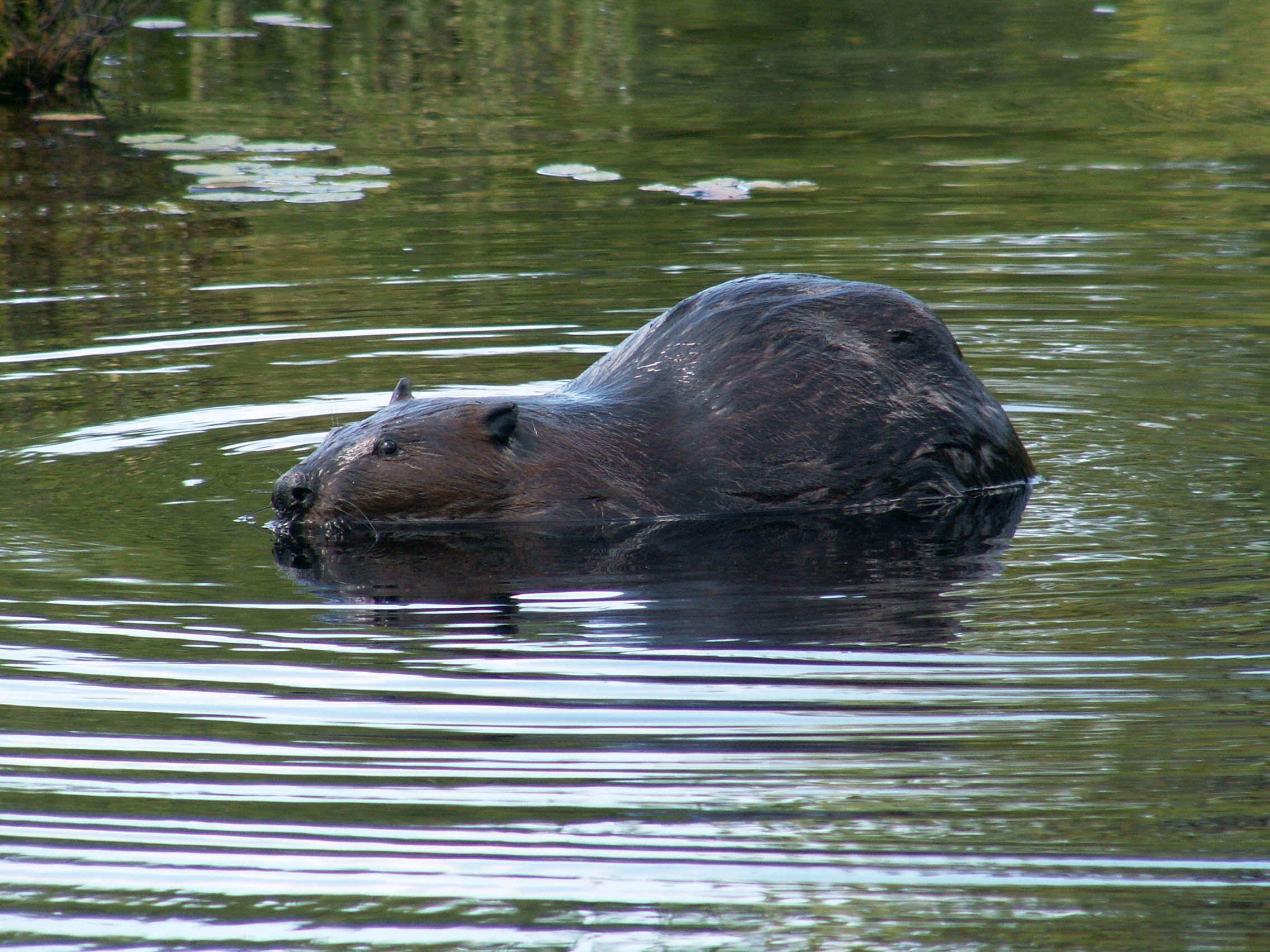
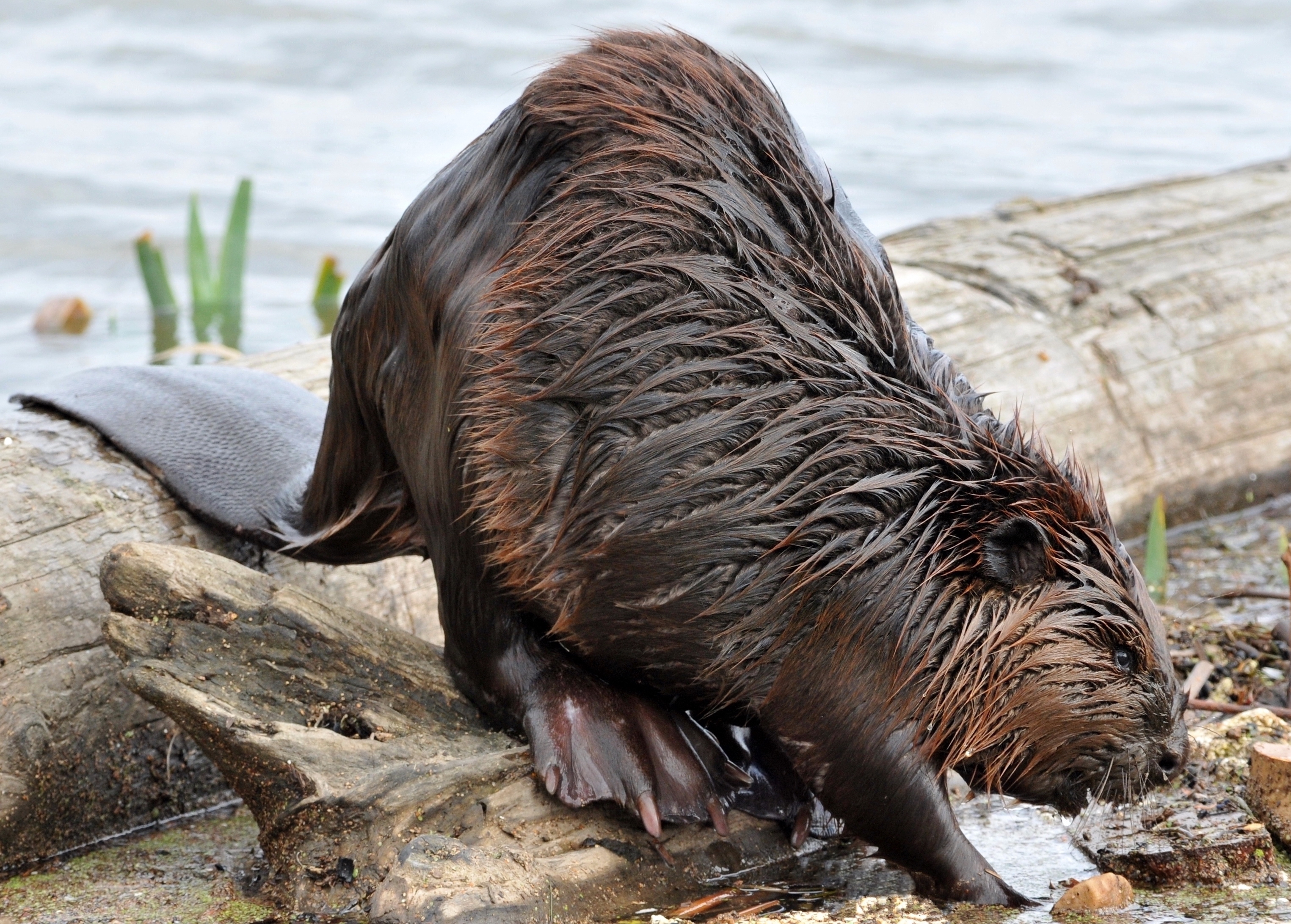
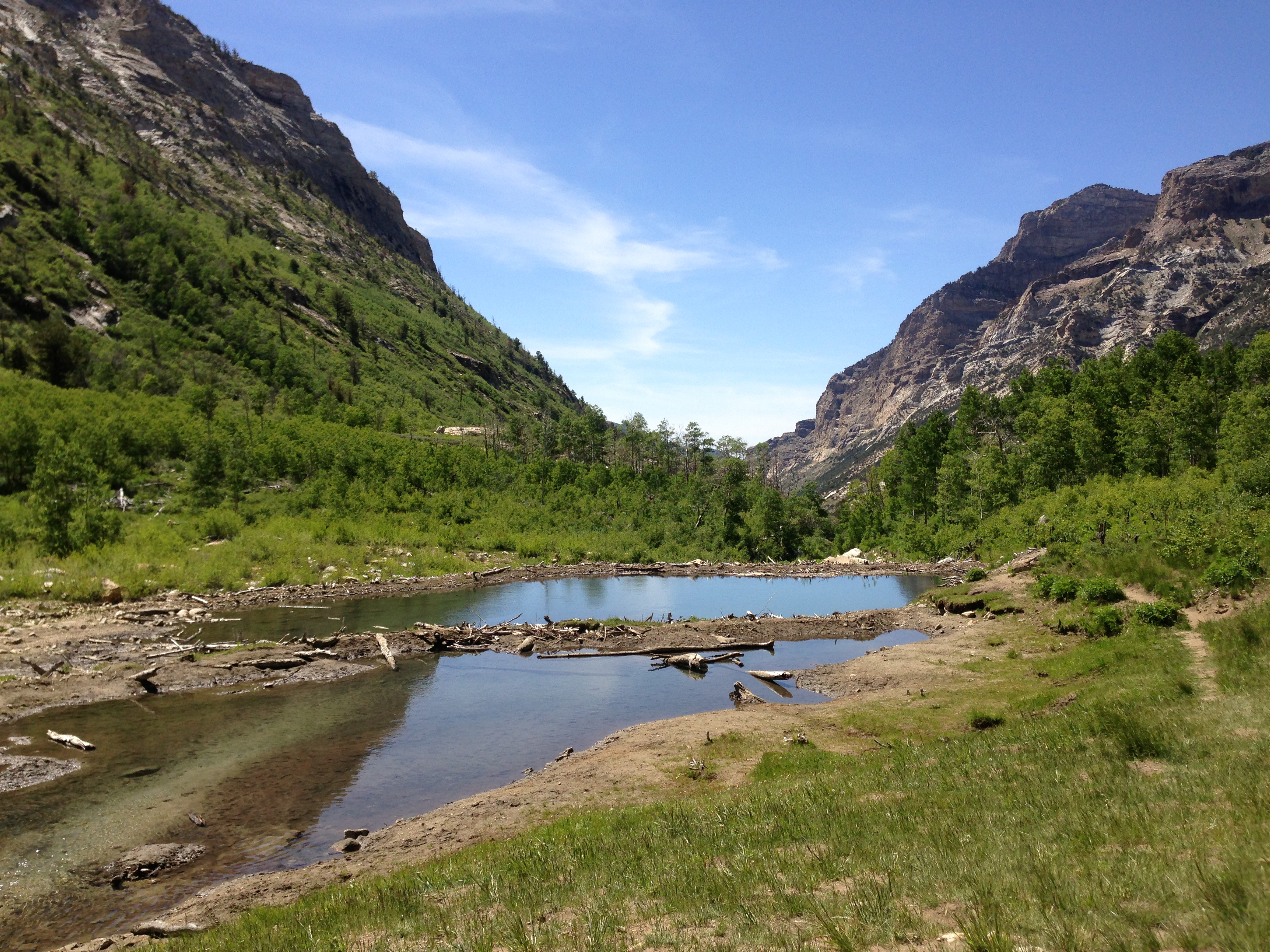